# Mühlbach (přítok Sill)
Viggarbach, známý také jako Mühltaler Bach nebo Mühlbach, pramení u jezera Blauer See a protéká údolím Viggartal v Tuxských Alpách severozápadním až jihozápadním směrem a vlévá se do Sill pod Ellbögenem. Délka toku je 10,1 km.
Přívalový potok si po celém svém toku udržuje I. třídu jakosti vody a je nebezpečný zejména při povodních a přívalových deštích. Protože jsou však okolní obce od vodního toku poněkud vzdálenější, hrozí obytným sídlům menší nebezpečí.
V dokumentu z roku 1344 se název údolí objevuje jako Vakkär. Název pochází z latinského vaccaria "pastvina pro krávy". Lidé kdysi využívali volné plochy v údolí jako pastviny pro dobytek.
Jezero Blaue See je pramenem řeky Viggarbach, má rozlohu přibližně 0,79 ha a třídu jakosti vody I. 